# Todos quieren a Daisy Jones
Todos quieren a Daisy Jones (título original: Daisy Jones & The six) es una novela escrita por Taylor Jenkins Reid, autora estadounidense conocida por sus obras de ficción contemporánea. La novela fue publicada por primera vez en inglés en 2019 por la editorial Ballantine Books en Estados Unidos, y en español en 2020 por Blackie Books, con la traducción de Lucía Barahona.  

## Argumento
La novela narra la historia ficticia de la banda de rock Daisy Jones & The Six, que se desarrolló en el contexto musical de los años 70. La trama se centra en la figura de Daisy Jones, una cantante en ascenso, que se une a una banda emergente, The Six, alcanzando el éxito en la escena musical de Estados Unidos. A lo largo de la historia, se abordan temas como las tensiones internas en el grupo, las relaciones personales complejas y el impacto de las adicciones en la vida de los miembros de la banda, lo que finalmente lleva a la disolución del grupo.
La narrativa de la novela está estructurada en formato de entrevistas orales, en el que los miembros de la banda, incluyendo a Daisy Jones y Billie Dunne (el líder del grupo), cuentan su versión de los eventos. Este estilo permite una perspectiva múltiple sobre los hechos, explorando la dinámica entre los personajes y los conflictos internos que marcaron su carrera.

## Adaptaciones
La novela fue adaptada a una serie de televisión producida por Amazon Prime Video, que se estrenó en 2023. La adaptación conserva el título original en inglés, Daisy Jones & The Six, y sigue la trama central de la novela, aunque con algunas modificaciones en la narrativa y en los personajes. La serie recibió atención por su enfoque visual y la reinterpretación musical de los eventos descritos en el libro, lo que atrajo tanto a los fanáticos de la novela como a nuevos espectadores interesados en su temática. La adaptación a la pantalla pequeña se inscribe dentro de una tendencia creciente de adaptar novelas exitosas al formato televisivo.